# Ourania
Ne doit pas être confondu avec Urania.
Ourania est un roman de Jean-Marie Gustave Le Clézio publié le 2 février 2006 aux éditions Gallimard. 

## Résumé
Le roman débute dans une ville de campagne française. L'aspect familial et environnemental du narrateur, Daniel Sillitoe, encore enfant, est décrite. Sa situation familiale, et la guerre, engendrent chez l'enfant le désir de s'évader et de rechercher un nouveau monde. Monde qu'il nomme Ourania d'après le livre qu'il lit et relit sur la mythologie grecque d'où sortent « des mots et des noms » dont celui du dieu du ciel étoilé Ouranos. Monde qu'il recherchera encore adulte, devenu « Daniel Sillitoe de l'Université de Paris », au Mexique.
En se rendant dans la vallée mexicaine Guadalajara où il vivra quelque temps auprès de « chercheurs », il rencontre un jeune homme, « le plus étrange » qu'il ait jamais rencontré, du nom de Raphaël. Ce garçon apporte avec lui des réponses.
Daniel Sillitoe fait des rencontres dans la vallée qui vont le forger et lui permettre progressivement de se faire un avis sur la vie. Sur sa vie.
Le roman montre le point de vue de l'auteur : amer et critique envers l'évolution occidentale moderne, l'oubli des traditions et du passé, ainsi que partagé quant au comportement humain.

## Publications
- Ourania, Paris, éditions Gallimard, coll. « Blanche », 2006, 293 p. (ISBN 2-07-077703-0)
- Ourania, Folio, 2007, 349 p. (ISBN 978-2-07-034643-1 et 2-07-034643-9)
- Ourania, Versailles, Feryane, 2007, 391 p. (ISBN 978-2-84011-753-7 et 2-84011-753-3)